# Johann Siegmund Wurffbain
Johann Sigmund Wurffbain, auch Wurfbain (* 20. August 1613 in Nürnberg; † 2. August 1661 ebenda), war einer der frühesten deutschen Ostindien-Reisenden des 17. Jahrhunderts.

## Leben
Vor Ende des Dreißigjährigen Krieges wurden nur zwei deutsche Berichte aus Ostindien publiziert: der eine von Johann Albrecht von Mandelslo (1616–1644), einem reiselustigen Adeligen aus Schönberg (Mecklenburg), der andere von Johann Sigmund Wurffbain. Beide stammten aus gut situierten Familien. Johann Sigmunds Vater, der Rechtsgelehrte Leonard Wurffbain (1581–1654), war Mitglied des Nürnberger Ratskollegiums. Er sorgte für eine gute Bildung seines Sohnes.
Dass Johann Sigmund seine Heimat verließ, hat viel mit den Wirren und düsteren Lebensaussichten im Dreißigjährigen Krieg zu tun. 1628 ging er auf Anraten des Vaters nach Amsterdam, um sich die Feinheiten des Handels anzueignen. 1631 kehrte er nach Nürnberg zurück, zog aber schon bald wieder in die Niederlande und heuerte im Januar 1632 bei der Niederländischen Ostindien-Kompanie an. Da er seit seiner Kindheit Französisch gelernt hatte und inzwischen auch gut Niederländisch sprach, hoffte er auf eine Karriere als Kaufmann. Doch wurde er nur als Adelborst eingestellt, das heißt im niedrigsten Rang für Soldaten. Seine Entscheidung bereute er bald – so sehr, dass er später seinen Landsleuten davon abriet, es ihm nachzutun: es „würde niemand aus Fürwitz oder frembder Lust, sondern vielmehr aus Mangel der Nahrung, oder ungebürlichen Ursachen, sich unterstehen, für einen Soldaten bey den Engelländern, Portugiesen und Holländern, Dienst zu nehmen“.
Nach der Anlandung in Batavia wurde er zunächst auf Ambon in den Molukken stationiert. Danach verbrachte er viel Zeit im Fort Nassau auf der noch weiter abgelegenen Gewürzinsel Banda Neira. Wohl auch, um die Langeweile des Garnisonsdienstes zu überstehen, brachte er seine Erlebnisse und Beobachtungen zu Papier. Der Leser lernt die häufigsten Erkrankungen (Morbos Endemios, Epidemicos und Sporadicos) im tropischen Klima Südostasiens kennen: Wassersucht, diverse Fieber, Blattern, Pocken, Ruhr und Beriberi. Auch erfährt man einiges über die an den Gerichtstagen verhandelten Delikte: Desertion, Konspiration, Mord, Totschlag, Sodomie, Ehebruch, Blutschande, Gotteslästerung. Die Strafen waren zeitgemäß brutal. Die Delinquenten wurden gerädert, gebrandmarkt, gewippt, gehängt, enthauptet, erschossen.
Wurffbain schreibt auch über Japan, macht jedoch deutlich, dass er selbst nie dort war und seine Ausführungen auf mündlichen und schriftlichen Quellen in Batavia aufbauen.

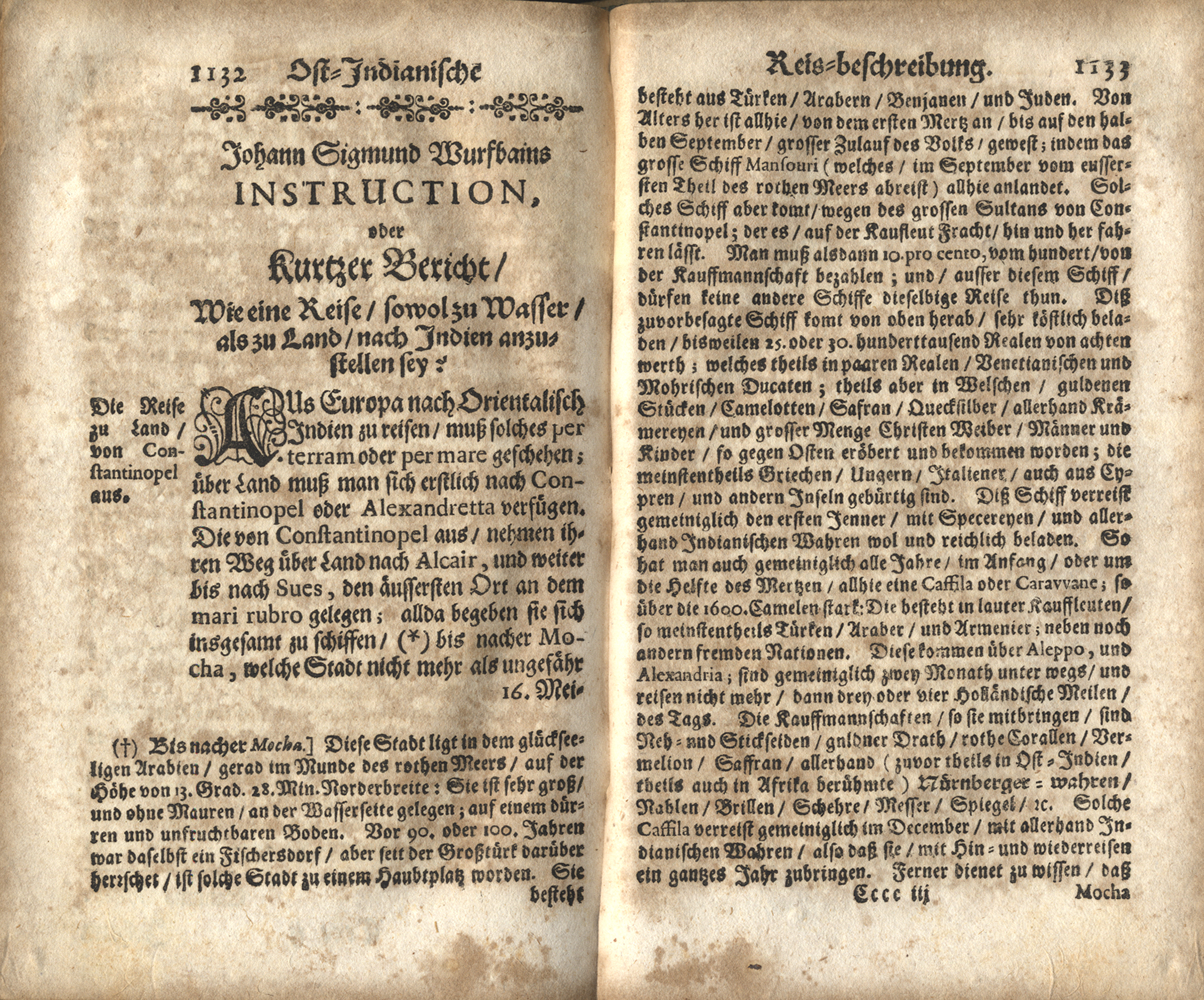
Von Christoph Arnold kommentierte Instruktion Johann Sigmund Wurffbains über verschiedene Reiserouten und -formen nach Ostindien. (aus: Christoph Arnold: Wahrhaftige Beschreibungen dreyer maechtigen Koenigreiche Japan, Siam und Corea. Nürnberg, 1672.)

1634 wurde er endlich Handelsassistent. Als sein fünfjähriger Vertrag 1637 auslief, entschied er sich für eine Verlängerung, zum einen, weil die Lage in der Heimat nach wie vor wenig erfreulich war, zum anderen, weil ihm die Kompanie die Stelle eines Unterkaufmanns in der Handelsniederlassung von Surat antrug, einer wichtigen Hafenstadt des Reiches der Mogulen an der indischen Westküste. Hier handelte er vorwiegend mit Edelsteinen. Im Auftrag der Kompanie unternahm er zudem Reisen nach Bengalen, Mokka, Cambay und Goa. 1640 erwarb er in Mokka rund 84.000 Pfund „Cauwa, so eine Art von Bohnen die allein in dem um Mocha liegenden Gebirge zu wachsen pflegen“, und machte sich so um die weitere Verbreitung des Kaffees in Europa verdient. Im Januar 1642 wurde er zum Oberkaufmann befördert. Damit war ihm eigentlich der Zugang zur Leitung einer der Handelsstationen in Ostindien eröffnet. Doch stellte sich heraus, dass der Rat von Indien und der Generalgouverneur in Batavia diese Positionen nur Niederländern gewährte, und Wurffbain entschloss sich zur Heimreise mit der Retourflotte Ende 1645. Im September des folgenden Jahres erreichte er seine Geburtsstadt.
Während der Jahre in Ostindien hatte er ein stattliches Vermögen akkumuliert, das ihm nun den Einstieg in den Edelsteinhandel ermöglichte. Die Wiedereingliederung in die bürgerliche Welt der Heimat fiel ihm nicht ganz leicht. Seine Seidenstrümpfe und der vergoldete Degen, die Armbänder, Halsketten und goldenen Haarbänder seiner Frau entsprachen nicht den Kleidungsgewohnheiten der Mitbürger. Eine solch protzige Zurschaustellung war seit 1618 gesetzlich untersagt, und Wurffbain musste 1649 ein Bußgeld von 120 Gulden entrichten. Dessen ungeachtet wurde er ein Jahr darauf Mitglied jenes Rats der Stadt, der ihn zuvor angemahnt hatte. 1655 wurde der Sohn Johann Paul Wurfbain (1655–1711) geboren, der Medizin studierte und sich 1683 als Verfasser der ersten umfassenden Arbeit zur Biologie des Salamanders (Salamandrologia) einen Namen machte.

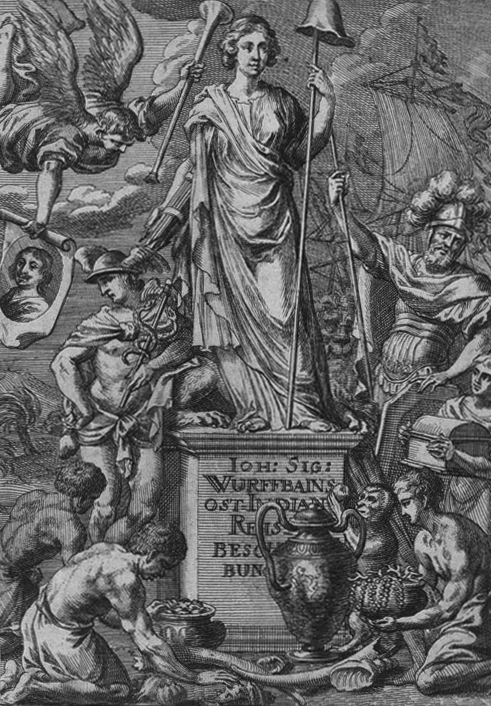
Allegorisches Frontispiz des Reisebuchs von J. S. Wurffbain (Druck von 1686). Der Engel auf der linken Seite hält vermutlich ein Porträt Wurffbains.

Der Vater Leonard griff gerne zur Feder und publizierte mehrere Bücher über Karl den Großen und zur Geschichte der Expansion der Habsburger. Wohl, um seinem Sohn eine Freude zu bereiten, hatte er just im Sommer 1646 anhand der ihm aus Ostindien zugeschickten Materialien eine Reisebeschreibung drucken lassen. Das kleine Büchlein enthielt jedoch derart viele Fehler, dass Johann Sigmund alle erreichbaren Exemplare ankaufte und vernichtete. Es scheint, dass er die Publikation einer überarbeiteten Version im Sinn hatte, doch dazu kam es zu seinen Lebzeiten nicht mehr.
In Nürnberg lebte seinerzeit der Gymnasialprofessor und Dichter Christoph Arnold (1627–1685), der als ambitionierter Publizist ein Werk über die Verhältnisse in Ostasien vorbereitete, hierzu Materialien sammelte und mit Heimkehrern korrespondierte. Natürlich blieb der Mitbürger Wuffbain nicht unbeachtet. In dem von Arnold kompilierten Sammelband „Fr. Carons und Jod. Schouten Wahrhaftige Beschreibungen zweyer mächtigen Königreiche, Jappan und Siam“ (1663) findet sich als Beitrag Wurffbains ein lesenswerter Kurzer Bericht, wie eine Reise, sowohl zu Wasser, als zu Land, nach Indien anzustellen sei.
Wurffbains Buch zählt zu den wenigen frühen Beschreibungen der Lage in Niederländisch-Ostindien. Hinsichtlich des Inhalts, der Qualität und Genauigkeit der Darstellung übertrifft er die meisten Reisewerke jenes Jahrhunderts.

## Werke
- Ioannis Sigismundi Wurffbains Bürgers in Nürnberg. Reiß-Beschreibung. Welche Er in Namen und wegen der hochlöblichen in Niderland angeordneten Ost-Indianischen Compagniae de Anno Christi 1632. in dem Monat Aprill dahin mit Gott und Ehren fürgenommen/ und in dem Monat Juni deß 1646. vollendet hat. Gestelt durch seinen Vattern Leonhartum Wurffbain  ... Nürnberg: Michael Endter, 1646.
- Joh. Hieronymi Wurffbains [...] Tractatus De Differentiis Juris Civilis Et Reformationis Noricæ antehâc in Inclutâ Universit. Altendorfina Inauguraliter propositus: Nunc Novis Additionibus auctior redditus [...] Noribergae / Cramer; Felsekerus, 1665.
- Johann Sigmund Wurfbains Instruction, oder Kurtzer Bericht / Wie eine Reise / sowol zu Wasser / als zu Land / nach Indien anzustellen sey. In: Christoph Arnold: Wahrhaftige Beschreibungen dreyer maechtigen Koenigreiche Japan, Siam und Corea. Nürnberg, 1672, S. 1132–1148.
- Joh. Sigmund Wurffbains vierzehen jährige Ost-Indianische Krieg- und Ober-Kauffmanns-Dienste, in einem richtig geführten Journal- und Tage-Buch. Auf vielfältig und offt wiederholtes Begehren mit unterschiedlichen Kupffern gezieret, endlich an den Tag gelegt von J. P. W. D.  Sultzbach: Johann Georg Endters, 1686.
- Vierzehen jahrige Ost-Indianische Krieg- und Ober-Kauffmanns-Dienste, in einem richtig gefuhrten Journal- und Tage-Buch ... endlich an den Tag gelegt von J. P. W. D.  Sultzbach: Endters, 1686. Nachdruck: Reise nach den Molukken und Vorder-Indien 1632–1646. Haag: Nijhoff, 1931.